# UR Browser
UR Browser este un browser (navigator web) creat de AdaptiveBee, un startup franco-român. A fost creat pe codul sursă Chromium, folosit și de alte browsere precum Chrome, Opera și Vivaldi.

Logo-ul Browserului UR

## Caracteristici
UR Browser conține și propriul set de elemente unice:
- software antivirus
- manager de descărcare care suportă descărcare pe mai multe fire simultane, permițând astfel atingerea unor viteze mai mari
- bibliotecă multimedia
- aplicații care pot fi accesate direct, precum Skype
- funcție de grupare a celor mai vizitate site-uri pentru acces rapid
- suport pentru jocuri.[1]